# Кожина, Вера Михайловна
Вера Михайловна Кожина (14 февраля 1940, город Шахты, Ростовская область — 12 апреля 2009, там же) — русская писательница, поэтесса. Отличник народного образования РФ (1993), член Союза писателей Дона. Лауреат литературной премии имени Алексея Недогонова.

## Биография
Родилась 14 февраля 1940 года в городе Шахты Ростовской области. После окончания средней школы Вера Михайловна поступила на историко-филологический факультет Шахтинского педагогического института, который окончила в 1963 году. После окончания института преподавала историю, работала в школах с 1963 по 1973 годы, затем профтехучилище (1974—1983), а также в Шахтинском филиале Новочеркасского политехнического института в 1983—1985 годах.
Вера Кожина сочиняла стихи уже в школьные годы. С 1971 года её стихи были опубликованы в периодической печати в городах: Шахты, Ростова-на-Дону, Москвы и на Украине — в газете «Ленинское знамя», еженедельнике «Литературная Россия», журнале «Пограничник» и в других периодических изданиях.
Вера Михайловна является автором книг: «Уходит день» (1991), «Я верю» (1992), «Неуемное сердце поэта» (1994), «Не возвращается любовь» (1995), «Бескрайний мир — моя икона» (1996), «Костры» (1997), «Краски жизни» (1998), «Веление времени» (1999), «Звёздное эхо» (2000), «Под взглядом луны» (2001), «Случайный ангел» (2002), «Неслучайная встреча» (2002), «Избранное» (2004), «Стихотворения. Рассказы» (2006); выпустила 15 книг поэзии и прозы.
Вера Михайловна Кожина — лауреат литературной премии имени Алексея Недогонова, областных и городских разножанровых конкурсов и фестивалей, внесена в энциклопедию Дона («Культура Дона») и России («Россия. Мир литературы. XX век»), член Союза писателей Дона.
Скончалась 12 апреля 2009 года в городе Шахты.
С 2013 года школа № 12 города Шахты носит имя Кожиной Веры Михайловны, на фасаде здания школы установлена памятная доска в честь поэтессы.